# Polska Liga Koszykówki Kobiet 2008/2009
Ford Germaz Ekstraklasa sezon 2008/2009 – najwyższa klasa rozgrywkowa w koszykówce kobiet w Polsce.

## Zespoły
zespoły, które w sezonie 2007/2008 grały w play-off
- TS Wisła Can-Pack Kraków
- Lotos PKO-BP Gdynia
- KSSSE AZS PWSZ Gorzów Wielkopolski
- Duda Tęcza Leszno
- CCC Polkowice
- AZS Poznań
- UTEX Row Rybnik
- Łódzki Klub Sportowy Siemens AGD

zespoły, które w sezonie 2007/08 grały w play-out
- Energa Katarzynki Toruń
- MUKS Poznań
- Cukierki Odra Brzeg
- Finepharm Jelenia Góra

zespół, który awansował z I ligi
- Hartmann Pabianice – beniaminek

## Terminarz 2008/2009
22. kolejka – 2009-02-21/22

2009-02-21 16:00	 Lotos PKO BP Gdynia - INEA AZS Poznań	 	
 
2009-02-21 17:00	MUKS Poznań - Utex Row Rybnik	 	 

2009-02-21 17:00	TS Wisła Can Pack Kraków - Cukierki Odra Brzeg	 
	 
2009-02-21 18:00	KSSSE AZS PWSZ Gorzów Wielkopolski - PKM Duda Super Pol Leszno	
 	 
2009-02-21 18:30	CCC Polkowice - Finepharm AZS KK Jelenia Góra	TV	
 
2009-02-22 18:30	Energa Toruń - PTK Aflofarm Vicard Pabianice	TV

21. kolejka – 2009–01-31 / 2009-02-18 / 2009-03-04

2009-01-31 17:30	Utex Row Rybnik - Energa Toruń	51:67	 	 
 
2009-02-01 17:00	Finepharm AZS KK Jelenia Góra - ŁKS Siemens AGD Łódź	54:77	
  	 
2009-02-10 18:00	PKM Duda Super Pol Leszno - TS Wisła Can Pack Kraków	86:80	 	przełożony
 
2009-02-18 18:30	INEA AZS Poznań - CCC Polkowice	 	 	przełożony
 
2009-02-18 18:30	Cukierki Odra Brzeg - Lotos PKO BP Gdynia	 	 	przełożony
 
2009-03-04 18:00	PTK Aflofarm Vicard Pabianice - KSSSE AZS PWSZ Gorzów Wielkopolski	 	 	przełożony
 

20. kolejka – 2009–02-6/7/18

2009-02-06 18:00	TS Wisła Can Pack Kraków - PTK Aflofarm Vicard Pabianice	88:41
 	 	 
2009-02-07 15:00	Finepharm AZS KK Jelenia Góra - INEA AZS Poznań	52:61	 	 
 
2009-02-07 16:00	Lotos PKO BP Gdynia - PKM Duda Super Pol Leszno	88:64	 	 
 
2009-02-07 18:00	KSSSE AZS PWSZ Gorzów Wielkopolski - Utex Row Rybnik	87:55	 	
  
2009-02-07 18:30	CCC Polkowice - Cukierki Odra Brzeg	74:42	TV	 
 
2009-02-18 18:00	ŁKS Siemens AGD Łódź - MUKS Poznań	 	 	 
 

19. kolejka – 2009–01-18/24

2008-12-18 17:30	PTK Aflofarm Vicard Pabianice - Lotos PKO BP Gdynia	39:82	
  	 
2009-01-24 17:30	Utex Row Rybnik - TS Wisła Can Pack Kraków	50:77	 
 	 
2009-01-24 18:00	INEA AZS Poznań - ŁKS Siemens AGD Łódź	75:56	TV	
  
2009-01-24 17:00	MUKS Poznań - Energa Toruń	57:54	 	 
 
2009-01-24 18:30	Cukierki Odra Brzeg - Finepharm AZS KK Jelenia Góra	84:73	
  	 
2009-01-24 18:30	PKM Duda Super Pol Leszno - CCC Polkowice	78:87	TV
 

18. kolejka – 2009–01-21

2009-01-21 16:30	INEA AZS Poznań - Cukierki Odra Brzeg	86:79	
 	 
2009-01-21 18:00	ŁKS Siemens AGD Łódź - Energa Toruń	66:75	
 	 
2009-01-21 18:00	KSSSE AZS PWSZ Gorzów Wielkopolski - MUKS Poznań	93:54	
 	 
2009-01-21 18:30	Finepharm AZS KK Jelenia Góra - PKM Duda Super Pol Leszno	54:90	
 	 
2009-02-25 18:00	CCC Polkowice - PTK Aflofarm Vicard Pabianice	 	 	przełożony

2009-02-26 	Utex Row Rybnik - Lotos PKO BP Gdynia	 	 	przełożony

17. kolejka – 2008–12-20/21

2008-12-20 17:00	MUKS Poznań – TS Wisła Can Pack Kraków	54:94	
 	 
2008-12-20 18:00	PKM Duda Super Pol Leszno – INEA AZS Poznań	75:70
	 	 
2008-12-20 18:30	Cukierki Odra Brzeg – ŁKS Siemens AGD Łódź	53:59	 
	 
2008-12-20 18:30	Utex Row Rybnik – CCC Polkowice	74:76	TV	 

2008-12-21 18:30	Energa Toruń – KSSSE AZS PWSZ Gorzów Wielkopolski	74:70	TV
	 
2008-12-21 17:00	PTK Aflofarm Vicard Pabianice – Finepharm AZS KK Jelenia Góra	54:88

16. kolejka – 2008–12-13/14

2008-12-13 16:00	Lotos PKO BP Gdynia – MUKS Poznań	94:69

2008-12-13 16:00	TS Wisła Can Pack Kraków – Energa Toruń	78:64	 
                 	 
2008-12-13 17:30	ŁKS Siemens AGD Łódź – KSSSE AZS PWSZ Gorzów Wielkopolski	63:68
	 	 
2008-12-13 18:30	Cukierki Odra Brzeg – PKM Duda Super Pol Leszno	59:67	 	 

2008-12-13 19:15	Finepharm AZS KK Jelenia Góra – Utex Row Rybnik	67:74	 	 

2008-12-14 17:00	INEA AZS Poznań – PTK Aflofarm Vicard Pabianice	69:59

15. kolejka – 2008–12-06/07

2008-12-06 18:00	Energa Toruń – Lotos PKO BP Gdynia	66:72
	 	 
2008-12-06 18:00	PTK Aflofarm Vicard Pabianice – Cukierki Odra Brzeg	66:69
	 	 
2008-12-06 18:00	PKM Duda Super Pol Leszno – ŁKS Siemens AGD Łódź	79:67	 
	 
2008-12-06 17:00	MUKS Poznań – CCC Polkowice	54:68	TV	 

2008-12-06 19:15	KSSSE AZS PWSZ Gorzów Wielkopolski – TS Wisła Can Pack Kraków	75:70	TV
  
2008-12-07 18:00	Utex Row Rybnik – INEA AZS Poznań	54:64

14. kolejka – 2008–11-29/30

2008-11-29 16:00	TS Wisła Can Pack Kraków – ŁKS Siemens AGD Łódź	64:54	
 	 
2008-11-29 18:00	PTK Aflofarm Vicard Pabianice – PKM Duda Super Pol Leszno	57:71
	 	 
2008-11-29 18:30	Finepharm AZS KK Jelenia Góra – MUKS Poznań	68:59	 	
 
2008-11-29 19:00	Lotos PKO BP Gdynia – KSSSE AZS PWSZ Gorzów Wielkopolski	72:61	TV
	 
2008-11-30 17:00	Cukierki Odra Brzeg – Utex Row Rybnik	65:68	
 	 
2008-11-30 18:30	CCC Polkowice – Energa Toruń	79:65	TV

13. kolejka – 2008–11-22/23

2008-11-22 18:30	CCC Polkowice – KSSSE AZS PWSZ Gorzów Wielkopolski	65:63	TV
	 
2008-11-22 18:00	PTK Aflofarm Vicard Pabianice – ŁKS Siemens AGD Łódź	68:65	 	
 
2008-11-22 18:00	PKM Duda Super Pol Leszno – Utex Row Rybnik	72:78	 	 

2008-11-22 18:30	Finepharm AZS KK Jelenia Góra – Energa Toruń	69:73	 	 

2008-11-23 18:00	INEA AZS Poznań – MUKS Poznań	78:54	TV	 

2008-11-23 18:40	Lotos PKO BP Gdynia – TS Wisła Can Pack Kraków	72:63	TV

12. kolejka – 2008–11-15/16

2008-11-15 17:15	Utex Row Rybnik – PTK Aflofarm Vicard Pabianice	78:51	TV
	 
2008-11-15 17:00	MUKS Poznań – Cukierki Odra Brzeg	54:65	 	 

2008-11-15 18:00	KSSSE AZS PWSZ Gorzów Wielkopolski – Finepharm AZS KK Jelenia Góra	84:72	

2008-11-15 16:00	TS Wisła Can Pack Kraków – CCC Polkowice	58:48	 	 

2008-11-16 18:30	ŁKS Siemens AGD Łódź – Lotos PKO BP Gdynia	60:89	 	 

2008-11-16 18:30	Energa Toruń – INEA AZS Poznań	87:65	TV

11. kolejka – 2008–11-08/09

2008-11-08 18:30	Cukierki Odra Brzeg – Energa Toruń	58:77	
 	 
2008-11-08 17:00	INEA AZS Poznań – KSSSE AZS PWSZ Gorzów Wielkopolski	63:70	TV
	 
2008-11-08 17:30	Utex Row Rybnik – ŁKS Siemens AGD Łódź	76:73	 
	 
2008-11-08 18:00	PKM Duda Super Pol Leszno – MUKS Poznań	78:71	 	

2008-11-08 18:30	Finepharm AZS KK Jelenia Góra – TS Wisła Can Pack Kraków	50:57	
 	 
2008-11-09 18:30	CCC Polkowice – Lotos PKO BP Gdynia	70:85	TV

10. kolejka – 2008–11-02

2008-11-02 19:15	TS Wisła Can Pack Kraków – INEA AZS Poznań	73:64	 
	 
2008-11-02 17:00	MUKS Poznań – PTK Aflofarm Vicard Pabianice	63:47	 	
 
2008-11-02 18:30	Energa Toruń – PKM Duda Super Pol Leszno	93:62	TV	 

2008-11-02 18:30	ŁKS Siemens AGD Łódź – CCC Polkowice	62:79	TV	 

2008-11-02 17:00	KSSSE AZS PWSZ Gorzów Wielkopolski – Cukierki Odra Brzeg	83:53	
 	 
2008-11-02 14:00	Lotos PKO BP Gdynia – Finepharm AZS KK Jelenia Góra	62:75

9. kolejka – 2008–10-25

2008-10-25 18:30	Finepharm AZS KK Jelenia Góra – CCC Polkowice	52:70	TV

2008-10-25 18:30	Cukierki Odra Brzeg – TS Wisła Can Pack Kraków	63:75	 	
 
2008-10-25 18:00	PKM Duda Super Pol Leszno – KSSSE AZS PWSZ Gorzów Wielkopolski	68:75
	 	 
2008-10-25 18:00	PTK Aflofarm Vicard Pabianice – Energa Toruń	58:66	 	 

2008-10-25 17:30	Utex Row Rybnik – MUKS Poznań	69:58	 	 

2008-10-26 18:40	INEA AZS Poznań – Lotos PKO BP Gdynia	75:84	TV

8. kolejka – 2008–10-18

2008-10-18 18:00	Energa Toruń – Utex Row Rybnik	64:67

2008-10-18 17:00	TS Wisła Can Pack Kraków – PKM Duda Super Pol Leszno	88:65
	 	 
2008-10-18 15:00	Lotos PKO BP Gdynia – Cukierki Odra Brzeg	94:69	 	 

2008-10-18 18:10	KSSSE AZS PWSZ Gorzów Wielkopolski – PTK Aflofarm Vicard Pabianice	77:56	TV
	 
2008-10-18 18:00	CCC Polkowice – INEA AZS Poznań	66:53	 	 

2008-10-19 17:00	ŁKS Siemens AGD Łódź – Finepharm AZS KK Jelenia Góra	55:63

7. kolejka – 2008–10-11

2008-10-11 18:00	PTK Aflofarm Vicard Pabianice – TS Wisła Can Pack Kraków	56:75	
 	 
2008-10-11 17:00	MUKS Poznań – ŁKS Siemens AGD Łódź	53:48	 	 

2008-10-11 17:30	Utex Row Rybnik – KSSSE AZS PWSZ Gorzów Wielkopolski	80:82
	 	 
2008-10-11 18:00	PKM Duda Super Pol Leszno – Lotos PKO BP Gdynia	53:84	 	 

2008-10-11 18:30	Cukierki Odra Brzeg – CCC Polkowice	53:91	 	 

2008-10-12 17:00	INEA AZS Poznań – Finepharm AZS KK Jelenia Góra	85:71

6. kolejka – 2008–10-08

2008-10-08 18:00	TS Wisła Can Pack Kraków – Utex Row Rybnik	62:45	
 	 
2008-10-08 18:30	Finepharm AZS KK Jelenia Góra – Cukierki Odra Brzeg	54:67
	 	 
2008-10-08 17:30	Lotos PKO BP Gdynia – PTK Aflofarm Vicard Pabianice	89:73
	 	 
2008-10-08 18:00	ŁKS Siemens AGD Łódź – INEA AZS Poznań	55:73	 
	 
2008-10-08 18:00	CCC Polkowice – PKM Duda Super Pol Leszno	84:47
	 	 
2008-10-08 18:00	Energa Toruń – MUKS Poznań	95:53

5. kolejka – 2008–10-04/05

2008-10-04 15:00	 Lotos PKO BP Gdynia – Utex Row Rybnik

2008-10-04 17:00	 MUKS Poznań – KSSSE AZS PWSZ Gorzów Wielkopolski

2008-10-04 18:30	 Cukierki Odra Brzeg – INEA AZS Poznań

2008-10-05 16:45	 PKM Duda Super Pol Leszno – Finepharm AZS KK Jelenia Góra [ TV ]

2008-10-05 18:30	 Energa Toruń – ŁKS Siemens AGD Łódź	 	[przełożony]

2008-10-05 18:30	 PTK Aflofarm Vicard Pabianice – CCC Polkowice

4. kolejka – 2008–10-01

16:00	 INEA AZS Poznań – PKM Duda Super Pol Leszno 74:62

18:00	 CCC Polkowice – Utex Row Rybnik 	64:51

18:00	 TS Wisła Can Pack Kraków – MUKS Poznań 80:54

18:00	 ŁKS Siemens AGD Łódź – Cukierki Odra Brzeg 77:65

18:00	 KSSSE AZS PWSZ Gorzów Wielkopolski – Energa Toruń 80:69

18:30	 Finepharm AZS KK Jelenia Góra – PTK Aflofarm Vicard Pabianice 88:65

3. kolejka – 2008–09-28

15:30	 PKM Duda Super Pol Leszno – Cukierki Odra Brzeg 63:74

17:00	 KSSSE AZS PWSZ Gorzów Wielkopolski – ŁKS Siemens AGD Łódź 84:66

17:00	 MUKS Poznań – Lotos PKO BP Gdynia 57:60

17:30	 Utex Row Rybnik – Finepharm AZS KK Jelenia Góra 86:64

18:00	 PTK Aflofarm Vicard Pabianice – INEA AZS Poznań 74:77

18:30	 Energa Toruń – TS Wisła Can Pack Kraków 70:72

2. kolejka – 2008–09-24

17:30	Lotos PKO BP Gdynia – Energa Toruń 	70:68 

18:00	ŁKS Siemens AGD Łódź – PKM Duda Super Pol Leszno 48:53 

18:15   INEA AZS Poznań – Utex Row Rybnik 88:102 

18:30	Cukierki Odra Brzeg – PTK Aflofarm Vicard Pabianice 	61:63

18:00	CCC Polkowice – MUKS Poznań 	70:77

20:00	TS Wisła Can Pack Kraków – KSSSE AZS PWSZ Gorzów Wielkopolski 70:77 [TV]

1. kolejka – 2008–09-21

KSSSE AZS PWSZ Gorzów Wielkopolski – Lotos PKO BP Gdynia 83:76

MUKS Poznań – Finepharm AZS KK Jelenia Góra 64:73

ŁKS Siemens AGD Łódź – TS Wisła Can Pack Kraków 53:85

Utex Row Rybnik – Cukierki Odra Brzeg 71:58

PKM Duda Super Pol Leszno – PTK Aflofarm Vicard Pabianice 77:60

Energa Toruń – CCC Polkowice 66:65

## Tabela
m	zespół	PKT	mecze	zw. - por.	dom	wyjazd	pkt. zd. - pkt. str.	stosunek

1. 	Wisła Can Pack	34	19	15 - 4	8 - 1	7 - 3	1412 - 1141	1.238

2. 	KSSSE AZS PWSZ	33	18	15 - 3	9 - 0	6 - 3	1395 - 1202	1.161

3. 	Lotos PKO BP	32	17	15 - 2	8 - 1	7 - 1	1352 - 1107	1.221

4. 	CCC	30	17	13 - 4	6 - 2	7 - 2	1236 - 1035	1.194

5. 	Energa Toruń	30	19	11 - 8	6 - 3	5 - 5	1357 - 1248	1.087

6. 	INEA AZS Poznań	29	18	11 - 7	6 - 3	5 - 4	1297 - 1247	1.040

7. 	Utex Row Rybnik	29	19	10 - 9	5 - 5	5 - 4	1291 - 1318	0.980

8. 	PKM Duda Super Pol	29	20	9 - 11	5 - 6	4 - 5	1367 - 1460	0.936

9. 	Finepharm AZS KK	26	19	7 - 12	2 - 8	5 - 4	1258 - 1324	0.950

10. 	Cukierki Odra	24	19	5 - 14	1 - 8	4 - 6	1211 - 1374	0.881

11. 	ŁKS Siemens AGD	22	19	3 - 16	1 - 8	2 - 8	1157 - 1320	0.877

12. 	MUKS Poznań	22	18	4 - 14	3 - 6	1 - 8	1081 - 1317	0.821

13. 	PTK Aflofarm Vicard Pabianice	20	18	2 - 16	1 - 8	1 - 8	1040 - 1361	0.764

## Play-off

### Ostateczna kolejność
|     |                                  |
| Lp. | Drużyna                          |
|     | Lotos PKO BP Gdynia              |
|     | AZS PWSZ Gorzów Wielkopolski     |
|     | TS Wisła Can-Pack Kraków         |
| 4.  | CCC Polkowice                    |
| 5.  | Energa Toruń                     |
| 6.  | INEA AZS Poznań                  |
| 7.  | Utex ROW Rybnik                  |
| 8.  | Duda Tęcza Leszno                |
| 9.  | MUKS Poznań                      |
| 10. | Łódzki Klub Sportowy Siemens AGD |
| 11. | Cukierki Odra Brzeg              |
| 12. | Finepharm AZS KK Jelenia Góra    |
| 13. | Aflofarm Pabianice               |
| 14. | -                                |

## Zobacz
- Puchar Polski w koszykówce kobiet 2008/2009
- Oficjalna strona Polskiej Ligi Koszykówki Kobiet